# Informatierevolutie
Een informatierevolutie is een revolutie in de omgang met informatie. Vier informatierevoluties kunnen onderscheiden worden:
1. het schrift (3000 à 4000 v.Chr. in Soemerië, Mesopotamië);
2. het gebruik van boeken in het antieke Griekenland[2];
3. de boekdrukkunst op basis van losse letters in combinatie met de opkomst van handelsverkeer (1000 - 1450 n.Chr.);
4. informatietechnologie of informatie- en communicatietechnologie[3].